# Anta Sy
Anta Sy (Dakar, 14 maggio 1975) è un'ex cestista senegalese.
È la sorella di Sokhna Sy e Mame-Marie Sy.

## Carriera
Con il Senegal ha disputato i Campionati mondiali del 1998 e due edizioni dei Campionati africani (2005, 2007).